# Kakadu přílbový
Kakadu přílbový (Callocephalon fimbriatum) je papoušek z čeledi kakaduovitých (Cacatuidae), jediný zástupce rodu Callocephalon. Vyskytuje se pouze na jihovýchodě Austrálie, kde obývá husté eukalyptové lesy až do výše 2000 m n. m. (Velké předělové pohoří). Samec má nápadně červenou hlavu, líce a chocholku.

## Systematika

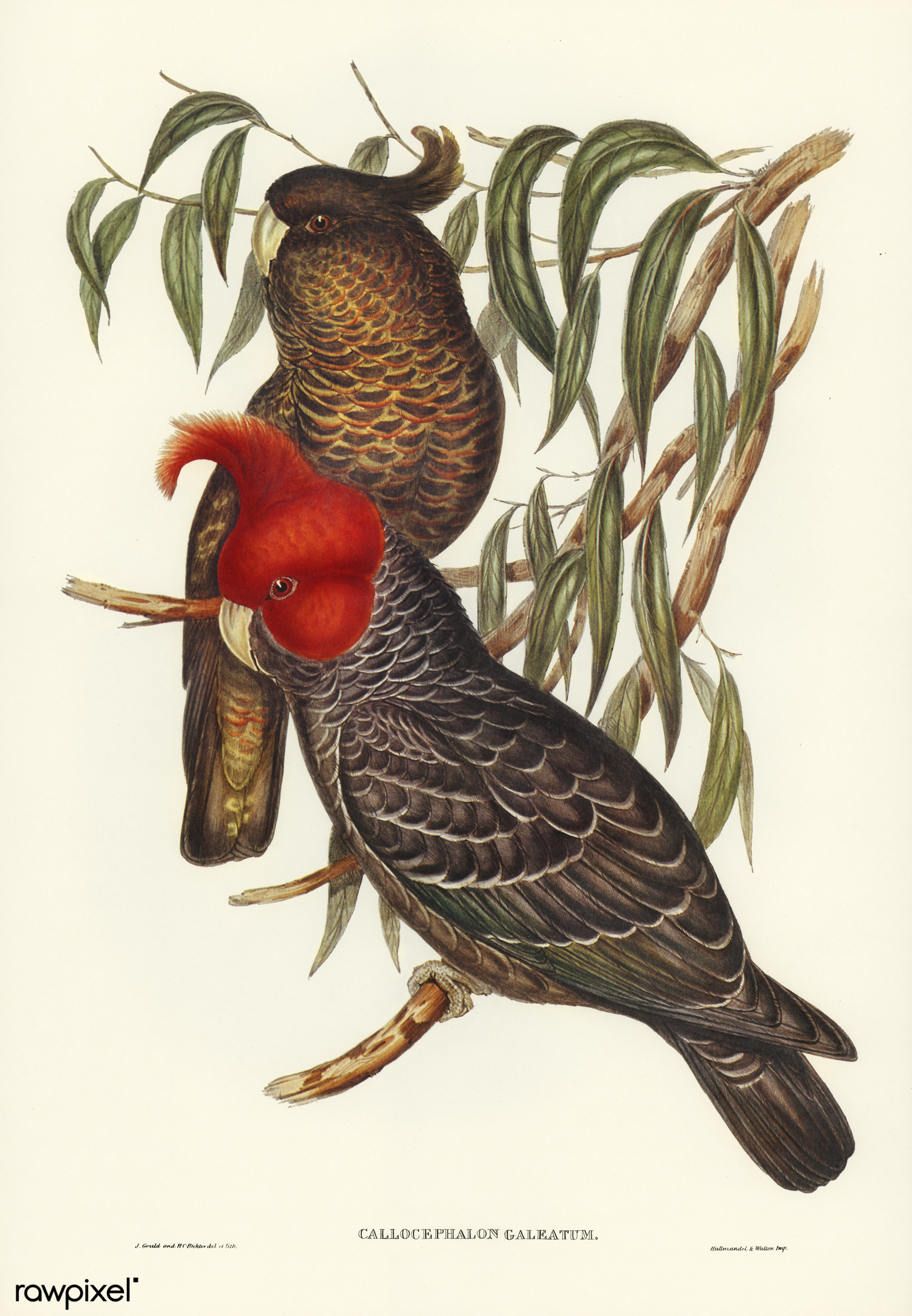
Ilustrace páru (Elizabeth Gould)

Za formální autoritu druhu se považuje navigátor Britského královského námořnictva James Grant, který zahrnul ilustraci kakadua přílbového do své knihy o plavbě do kolonie v Novém Jižním Walesu. Grant druh pojmenoval jako Psittacus fimbriatus. Francouzský přírodovědec René Lesson vytyčil druhu zvláštní rod Callocephalon, jehož je kakadu přílbový jediným zástupcem. Typová lokalita druhu je řeka Bass ve státě Victoria. Druhové jméno fimbriatum pochází z latinského fimbriata neboli „třásňovitý“. Rodové Callocephalon má původ ve starořeckém kallos („krása“) a kephalē („hlava“). Jedná se o monotypický taxon, tzn. nejsou rozeznávány žádné poddruhy.
Klasifikace kakadu přílbového byla v minulosti předmětem debat, a to hlavně následkem nezvyklého vzezření a silného pohlavního dichromatismu. Zatímco starší studie z roku 1999 považovala kakadua přílbového za ranou linii černých kakaduů (podčeledi Calyptorhynchinae), novější molekulární studie z roku 2011 umisťuje kakadua přílbového do podčeledi Cacatuinae a za jeho nejbližšího příbuzného pokládá kakadua růžového (Eolophus roseicapilla).

## Výskyt
Jedná se o druh endemický Austrálii, kde se vyskytuje pouze v pobřežním páse na jihovýchodě kontinentu. Areál výskytu zasahuje na jihu až k řece Hunter v Novém Jižním Walesu, odkud se táhne podél pobřeží na sever přes Velké předělové pohoří do vnitrozemí až k Wagga Wagga. Druh byl zaznamenán i na severu Tasmánie. Až do 60. let 20. století se kakadu přílbový vyskytoval i na Králově ostrově v Bassově průlivu, kde však již vyhynul. Neúspěšně byl introdukován na Klokaní ostrov.
Typické stanoviště druhu představují husté eukalyptové lesy do 2000 m n. m., vyskytuje se však v celé řadě dalších biotopů včetně zemědělských ploch a městských oblastí, kam se stahuje hlavně v zimě. Je velmi odolný a může se vyskytovat i v místech, kde sněží. Mezinárodní svaz ochrany přírody (IUCN) v roce 2022 odhadoval velikost celkové populace na 25 000 jedinců.

## Popis
Tento malý kakadu dorůstá délky kolem 33–35 cm. Ocas je malý, čtvercový. Opeření samce je většinou šedé, přičemž pera mají světle šedé až bílé okraje. Výraznou dominantou opeření je sytě červená hlava, líce a chocholka. Spodní část břicha a spodek ocasu jsou zakončeny bledě oranžově. Křídelní krovky mají zelený nádech. Samice nemá červenou hlavu ani chocholku, křídla a ocas jsou hrubě příčně pruhovány světle šedě, peří spodních partií má oranžové konečky. Zobák samce i samice je rohovinový, nohy šedé, duhovky tmavě hnědé. Nedospělý jedinec se podobá samici; nedospělý samec má chocholku s červeným zakončením a ke konci prvního roku života se mu objevují červené skvrnky na čele a korunce.

## Biologie

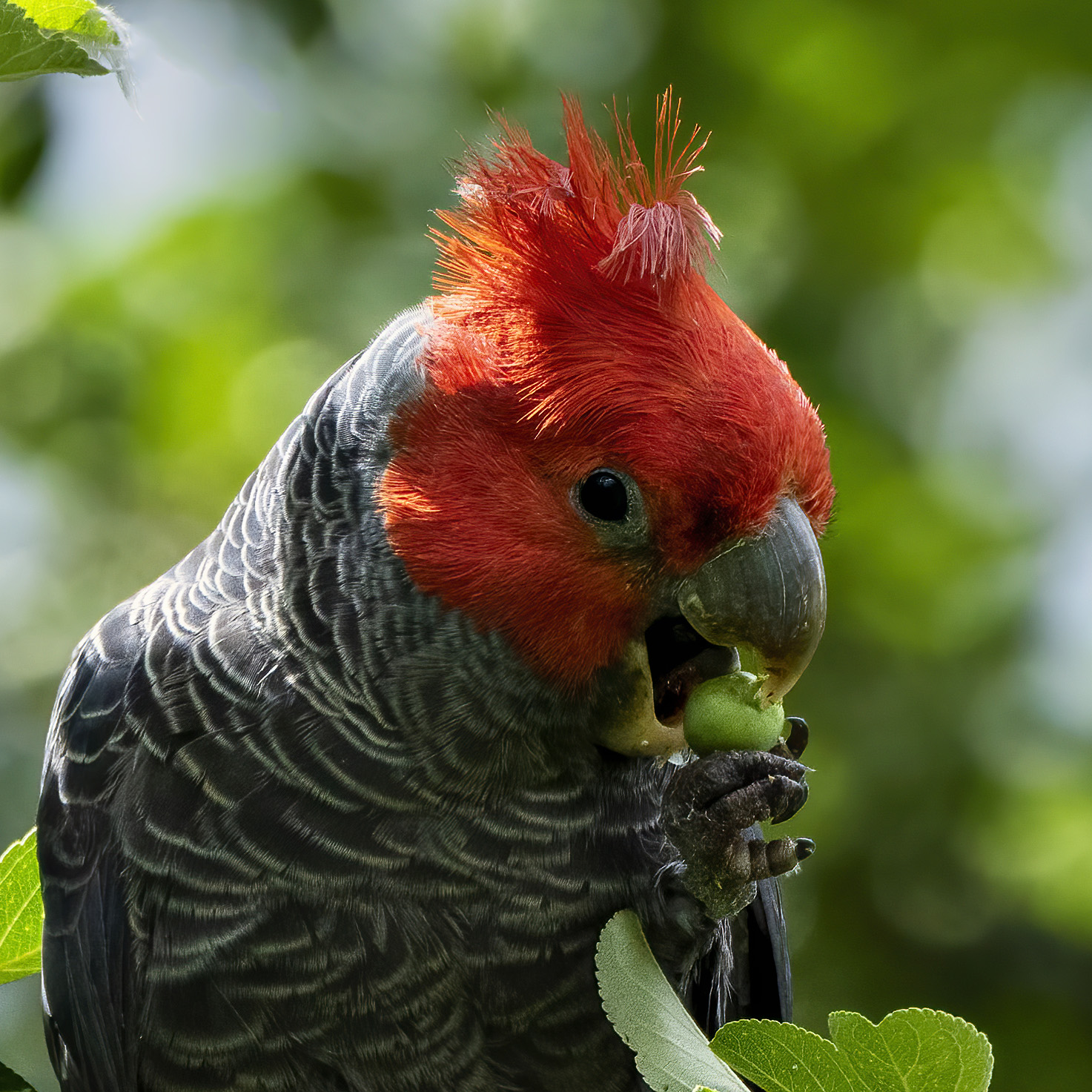
Samec při jezení

Živí se semeny místních křovin a stromů včetně eukalyptů, akácií a sandarakovců. Dále pojídá i ořechy, ovoce nebo hmyzí larvy. K otevírání semen mu dobře slouží jeho silný zobák. Někdy si ukousne celý trs bobulí, který si při jedení přidržuje nohou. Je velmi krotký a ve volné přírodě se k němu dá někdy přiblížit takřka na dotek. Zatímco v hnízdním období se pohybuje v páru, mimo hnízdění může formovat menší hejna, která v místech bohatého potravního zdroje mohou dosáhnout i počtu 100 jedinců. Kakadu přílbový se může denně vracet na ten samý strom, dokud nedojde k vyčerpání potravního zdroje.

### Hnízdění
Doba hnízdění nastává mezi říjnem a lednem. Hnízdí většinou vysoko v korunách stromů v přirozených dutinách živých i uschlých eukalyptů. Dno dutiny bývá vystláno dřevěnými pilinami, které kakaduové vytvořili při upravování vletového otvoru. Samice klade 2–3 bílá vejce. Oba partneři inkubují po dobu jednoho měsíce. Ptáčata se rodí obalena žlutým prachovým peřím a dalších cirka 6 týdnů je krmí oba rodiče, načež vylétávají z hnízda.

## Ohrožení
Početnost druhu klesá, pročež jej Mezinárodní svaz ochrany přírody hodnotí jako zranitelný. Důvodem je patrně ústup přirozených stanovišť, ke kterému dochází hlavně na úpatích Velkého předělového pohoří, i úbytek vhodných stromů k hnízdění následkem nevhodné těžby. Druh je ohrožen i extrémními vlnami veder a požáry, jejichž množství se v budoucnu bude jen zvyšovat, jak bude globální oteplování a jeho důsledky nabírat na síle. Během požárů v Austrálii v letech 2019–2020 bylo ovlivněno zhruba 28–36 % areálu výskytu kakadua přílbového. V Austrálii je kakadu přílbový již považován za ohrožený druh.

### Chov
Z důvodu náročnosti chovu není mezi chovateli v oblibě. V Česku jej má v držení snad jen několik chovatelů. Je k vidění hlavně v australských zoologických zahradách, v Evropě byl v roce 2024 chován v zoo ve Španělsku, Řecku a na Kypru.